# Håkan Karlsson (Bergkvaraätten)
Håkan Karlsson (Bergkvaraätten), död mellan 1345–1359, var en svensk riddare.

## Biografi
Håkan Karlsson (Bergkvaraätten) var son till Karl. Han nämns första gången 1321 och blev mellan 30 mars och 11 november 1337 riddare. Håkan Karlsson avled mellan 1345–1359.

### Egendom
Håkan Karlsson ägde jord i Allbo härad, Kinnevalds härad och Uppvidinge härad i Småland och i Aska härad och Kinda härad i Östergötland. Han arrenderade även från 1337 till 1340 intäkterna i större delen av Smålandsdelen i Linköpings stift av biskop Karl (båt).

### Familj
Håkan Karlsson gifte sig senast 1321 med en dotter till Katarina. De fick tillsammans barnen Magnus Håkansson (Bergkvaraätten) och Mattis Håkansson (Bergkvaraätten).